# Вовча Долина
Вовча Доли́на —  село в Україні, у Лубенському районі Полтавської області. Населення становить 114 осіб. Колишній орган місцевого самоврядування — Вовчицька сільська рада.

## Географія
Село Вовча Долина знаходиться за 2,5 км від лівого берега річки Сула, за 2 км від сіл Вовчик та Литвяки. По селу протікає пересихаючий струмок з загатами.

## Історія
12 червня 2020 року, відповідно до розпорядження Кабінету Міністрів України № 721-р «Про визначення адміністративних центрів та затвердження територій територіальних громад Полтавської області», село увійшло до складу Лубенської міської громади.
19 липня 2020 року, в результаті адміністративно - територіальної реформи та ліквідації Лубенського району(1923-2020), село увійшло до складу новоутвореного Лубенського району.

## Населення
Згідно з переписом УРСР 1989 року чисельність наявного населення села становила 172 особи, з яких 72 чоловіки та 100 жінок.
За переписом населення України 2001 року в селі мешкало 114 осіб. 100 % населення вказало своєю рідною мовою українську мову.